# Platycoelia alticola
Platycoelia alticola är en skalbaggsart som beskrevs av Gutierrez 1951. Platycoelia alticola ingår i släktet Platycoelia och familjen Rutelidae. Inga underarter finns listade i Catalogue of Life.